# ペドロ・ロメロ
ペドロ・ロメロ・マルティネス（スペイン語: Pedro Romero Martínez, 1754年11月19日 - 1839年2月10日）は、スペイン・ロンダ出身の闘牛士。

## 経歴

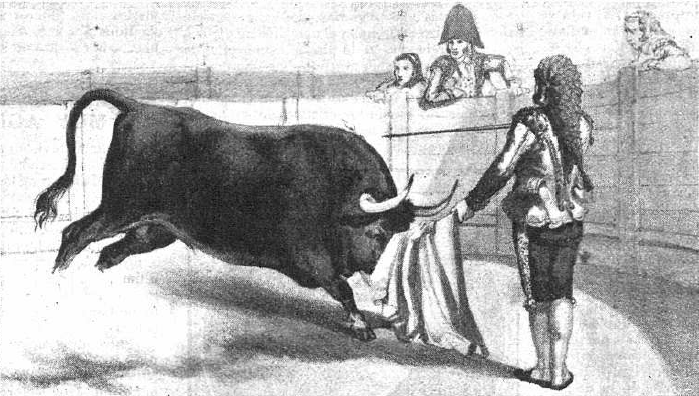
ムレータで闘牛の気を引くペドロ・ロメロの絵

祖父のフランシスコ・ロメロは、乗馬せずにムレータ（赤い布）を用いて闘牛を翻弄する芸術的な闘牛を発展させた人物である。ペドロ・ロメロの父親と2人の兄弟もやはり闘牛士だった。1772年には若くしてアルヘシラスとセビリアでの闘牛に参加し、1775年には父親やホアキン・ロドリゲス（コスティリャーレス）とともにマドリードでの闘牛に参加した。1776年には285頭の闘牛にとどめを刺し、名声を確固たるものとした。1799年に引退するまでに、いちども重傷を負うことはなく、5,558頭の闘牛を相手にしたとされている。
闘牛士としての生活を終えた後、ペドロ・ロメロはセビリアの闘牛学校の校長に就任した。この闘牛学校は1830年から1832年までしか開校しなかったが、学生に対して多くの知識を与え、ここで近代闘牛の様式を確立した。
1795年から1798年には、画家のフランシスコ・デ・ゴヤが連作『闘牛士ペドロ・ロメロの肖像』を製作しており、現在ではアメリカ合衆国のキンベル美術館に所蔵されている。アメリカ人小説家アーネスト・ヘミングウェイの『日はまた昇る』には、若くて美しくとても芸術的な闘牛士「ペドロ・ロメロ」が登場するが、ペドロ・ロメロ・マルティネスがモチーフになったと考えられている。

## ロメロ家
- フランシスコ・ロメロ(1700-1763) : ペドロ・ロメロの祖父。
  - フアン・ロメロ（英語版）（生没年不明） : ペドロ・ロメロの父。
    - ホセ・ロメロ（英語版）（生没年不明） : ペドロ・ロメロの兄。
    - ペドロ・ロメロ(1754-1839)